# 派特·巴克
派特·巴克女爵士，DBE（英語：Dame Pat Barker, 1943年5月8日—）是一位英國作家和小說家。

## 生平
1943年出生于英国提斯河畔索纳比，1965年毕业于倫敦政治經濟學院。她贏得了許多獎項，主題以記憶，創傷，生存和復原為主。她的作品直接。2012年，《觀察家報》稱重生三部曲為「10部最好歷史小說之一」。